# Исмаил-заде, Али Тофикович
Али То́фикович Исмаил-Заде (Alik Ismail-Zadeh) (род. 28 сентября 1961, Баку) — математический геофизик. Действительный член (Fellow) Американского геофизического союза (2019), Международного геодезического и геофизического союза (2019) и Международного научного совета (2022), почетный член (Honorary Fellow) Королевского астрономического общества Великобритании (2013) и академик (Member) Европейской академии (2017). Профессор-исследователь Института прикладный геонаук Технологического института Карлсруэ, Германия. Профессор (2005-2016) Парижского института физики Земли, Франция.  Главный научный сотрудник ИТПЗ РАН (1992-2022). Генеральный секретарь Международного геодезического и геофизического союза (2007—2019). Главный ученый секретарь Международного научного совета (англ. International Science Council) (2018—2021).
Известен своим вкладом в вычислительную геодинамику, теорию ассимиляции данных в геодинамических моделях, исследованиями осадочных бассейнов, соляной тектоники и природных опасностей. Внёс вклад в содействие развитию наук о Земле и укрепление международного научного сотрудничества.

## Биография
Родился 28 сентября 1961 в г. Баку в семье советского геофизика, действительного члена Российской Академии естественных наук (РАЕН), заслуженного деятеля науки Азербайджана, доктора физико-математических наук, профессора Тофика Алиевича Исмаил-Заде. Учился в Бакинской средней специальной музыкальной школе им. Бюль-Бюля (по классу фортепиано) с 1968 по 1976 гг. и в Бакинской средней школе № 134 (класс программистов), которую окончил с золотой медалью в 1978 г. Окончил механико-математический факультет Бакинского государственного университета с красным дипломом (по специальности вычислительная математика), прошел преддипломную практику и подготовил дипломную работу на кафедре математики физического факультета Московского государственного университета им. М. В. Ломоносова в 1983 г. Работал научным сотрудником в Институте геологии и геофизики Национальной академии наук Азербайджана (1983-86, 1990-1992), обучался в аспирантуре Института физики Земли им. О. Ю. Шмидта (ИФЗ) Российской академии наук (РАН) в 1987-1990. Защитил кандидатскую диссертацию в ИФЗ РАН в 1990 г. и докторскую диссертацию в Институте теории прогноза землетрясений и математической геофизики (ИТПЗ) РАН в 1997 году по специальности «Геофизика». Был приглашенным ученым, преподавателем и профессором ряда университетов и научных центров мира, включая Кембриджский университет, Калифорнийский университет в Лос-Анджелесе, Токийский университет, Институт Физики Земли Парижского университета (Франция), Уппсальский университет (Швеция), Королевский технологический институт и Международный центр теоретической физики имени Абдуса Салама (Италия).

## Научная деятельность
Область научных интересов охватывает геодинамику, сейсмологию, осадочные бассейны, соляную тектонику, природные опасности, анализ рисков, научную дипломатию и историю. Методы исследования простираются от теоретического анализа и численных экспериментов до междисциплинарного синтеза. Является автором более 160 научных работ в ведущих российских и международных рецензируемых научных журналах, 8 монографий и сборников статей в российских и зарубежных изданиях. Руководил научными проектами РФФИ, РНФ, Немецкого научного фонда и других зарубежных научных фондов. Автор книг Computational Methods for Geodynamics (Издательство Кембриджского университета) и Data-Driven Numerical Modelling in Geodynamics: Methods and Applications Springer Nature.
Внес вклад в исследования по гравитационной и тепловой неустойчивости реологически расслоенных систем, вычислительной геодинамике, обратным задачам в геодинамике, ассимиляции данных в динамических системах, развитию внутриконтинентальных осадочных бассейнов Северо-Американской, Восточно-Европейской и Сибирской платформ, соляной тектонике Прикаспийской впадины, тектоническим напряжениям и сейсмичности Апеннин, Кавказа, Карпат, Тибета и Японских островов, и по эволюции мантийных плюмов и литосферных плит, а также по организации науки, научной дипломатии и истории наук (см. Избранную библиографию).

## Международная и общественная деятельность
Принимает участие в работе многих международных организаций, занимая различные руководящие должности. Является председателем научного комитета Программы "Интегрированные исследования риска бедствий" (IRDR) Международного научного совета (ISC) и Управления ООН по снижению риска бедствий (UNDRR)  (2024—2027); председателем комиссии по математической геофизике Международного геодезического и геофизического союза (2019—2027); членом Научного совета Восточно-Африканского Института фундаментальных исследований ЮНЕСКО (EAIFR) (2018-н.в.). Являлся членом комитета РАН по системному анализу и Российского национального комитета по сбору и оценке численных данных в области науки и техники. Был избран генеральным секретарем Международного геодезического и геофизического союза (2007—2019) и первым Главным ученым секретарем Правления Международного научного совета (2018—2021), крупнейшей международной неправительственной научной организации, призванной защищать неотъемлемую ценность науки и обеспечивать мощный и авторитетный голос науки в ООН. Являлся членом консультативного комитета Европейской комиссии «Science for Disaster Risk Management» (2018—2021); членом научного совета ЮНЕСКО по Международной программе геонаук (2017—2018); членом консультативного научного совета Организации Объединённых Наций по уменьшению опасностей стихийных бедствий (2016—2017, 2019); постоянным наблюдателем межправительственной группы по наблюдениям Земли (2015—2019); председателем комитета по присужлению медали им. С. Соловьева за выдающийся вклад в изучение природных опасностей Европейского союза наук о Земле (2014—2018); председателем руководящего комитета международных союзов наук о Земле и космосе (GeoUnions) Международного научного совета (2014—2017); членом научного совета Организации договора о всеобъемлющем запрещении ядерных испытаний (2011—2019); основателем и первым председателем секции по природным опасностям Американского геофизического союза (2009—2012); членом совета директоров Международного года планеты Земля под эгидой ООН (2007—2009); председателем комиссии по стихийных бедствиям Международного геодезического и геофизического союза (2004—2007); членом правления Европейской ассоциации продвижения науки и технологии (EuroScience) (1997—2002).
Входит(л) в состав редколлегий / редакционных советов журналов и издательских домов, таких как Surveys in Geophysics Springer Nature, Computational Seismology and Geodynamics Американского геофизического союза, Вулканология и Сейсмология РАН, Известия наук о Земле Национальной академии наук Азербайджана, серия по геодезии и геофизики издательства Кембриджского университета и серия по природным опасностям издательства Оксфордского университета.

## Членство в научных академиях и обществах
- Действительный член (Fellow) Международного научного совета (2022)[16]
- Действительный член (Fellow) Американского геофизического союза (2019)[17]
- Действительный член (Fellow) Международного геодезического и геофизического союза (2019)[18]
- Академик (Member) Европейской академии (2017)[19]
- Почетный член (Honorary Fellow) Королевского астрономического общества Великобритании (2013)[20]

## Награды
- Премия «Ambassador Award» Американского геофизического союза (2019)[21]
- Международная премия Американского геофизического союза (2009)[22]
- Премия для молодых ученых фонда Александра фон Гумбольдта (2001)[23]
- Грант Президента РФ Б. Н. Ельцина молодым докторам наук (1999)[24]
- Премия и золотая медаль Европейской академии молодым российским ученым (1995)[25]

## Общественная позиция
Является сторонником научной свободы, к которым относятся «защита свободы мнений и их выражения, право на образование и право на свободу от дискриминации по признаку этнического происхождения, религии, гражданства, пола, гендерной идентичности, сексуальной ориентации, инвалидности, возраста или другим признакам», в соответствии с уставом Международного научного совета и с Всеобщей декларацией прав человека ООН. Выступает с позиций предотвращения природных и антропогенных бедствий.
В ноябре 2019 года подписал открытое письмо ученых Албанскому правительству с осуждением планов строительства гидроэлектростанций на реке Вьоса. В марте 2023 года река Вьоса была объявлена Албанией первым европейским национальным парком, при этом первоначально запланированные гидроэлектростанции в речной системе не будут построены. В феврале 2022 года подписал открытое письмо российских учёных и научных журналистов с осуждением вторжения России на Украину и призывом вывести российские войска с украинской территории, предостерегающим от тяжелых последствий конфликта для исследовательского и академического сообщества. В июне 2022 года подписал Венское заявление о научной дипломатии, призывающее активно сотрудничать в продвижении и реализации основополагающих принципов научной дипломатии на благо человечества во время, когда мировому сообществу необходимо активизировать международное научное сотрудничество в ответ на современные серьезные вызовы, в частности, изменение климата, глобальную пандемию, вооруженные конфликты и стихийные бедствия.

## Избранная библиография
Автор более 160 научных работ, среди них:
- Ismail-Zadeh, A. (2024). Earthquakes yes, disasters no, Nature Portfolio Journal | Natural Hazards 1, 46.
- Ismail-Zadeh, A., Davaille, A., Besse, J., and Volozh, Y. (2024). East European sedimentary basins long heated by a fading mantle upwelling, Nature Communications 15, 3915.
- Ismail-Zadeh, A., Castelli, F., Jones, D., and Sanchez, S., eds. (2023) Applications of Data Assimilation and Inverse Problems to the Earth Sciences, Cambridge University Press, Cambridge.
- Ismail-Zadeh, A. (2022) Natural hazards and climate change are not drivers of disasters, Nat. Hazards 111, 2147—2154.
- Ismail-Zadeh, A., and Soloviev, A. (2022) Numerical modelling of lithospheric block-and-fault dynamics: What did we learn about large earthquake occurrences and their frequency? Surv. Geophys. 43, 503—528.
- Ismail-Zadeh, A. (2021) Poor planning compounded European flooding catastrophes, Nature 598 (7879), 32.
- Kontar, Y.Y., Ismail-Zadeh, A., Berkman, P.A., Duda, P.I., Gluckman, S.P., Kelman, I., and Murray, V. (2021) Knowledge exchange through science diplomacy to assist disaster risk reduction, Progress in disaster science 11, 100188.
- Helfrich-Schkabarenko, A., Ismail-Zadeh, A., and Sommer, A. (2021) Active cloaking and illusion of electric potentials in electrostatics, Sci. Rep. 11, 10651.
- Zeinalova, N., Ismail-Zadeh, A., Melnik, O.E., Tsepelev, I, and Zobin, V.M. (2021) Lava dome morphology and viscosity inferred from data-driven numerical modeling of dome growth at Volcán de Colima, Mexico during 2007—2009. Frontiers in Earth Science 9, 735914.
- Tsepelev, I., Ismail-Zadeh, A., and Melnik, O. (2020) Lava dome morphology inferred from numerical modelling, Geophys. J. Int., 223(3), 1597—1609.
- Ismail-Zadeh, A., S. Adamia, A. Chabukiani et al. (2020) Geodynamics, seismicity, and seismic hazards of the Caucasus, Earth Sci. Rev. 207, 103222.
- Vorovieva, I., Ismail-Zadeh, A., and Gorshkov, A. (2019) Nonlinear dynamics of crustal blocks and faults and earthquake occurrences in the Transcaucasian region, Phys. Earth Planet. Inter. 297, 106320.
- Reddy, D., and A. Ismail-Zadeh (2019) Notable anniversary for global science, Nature 572, 32.
- Ismail-Zadeh, A., Soloviev, A., Sokolov, V., Vorobieva, I., Muller, B., and Schilling, F. (2018) Quantitative modeling of the lithosphere dynamics, earthquakes and seismic hazard, Tectonophysics 746, 624—647.
- Ismail-Zadeh, A., Cutter, S.L., Takeuchi, K., and Paton, D. (2017) Forging a paradigm shift in disaster science, Nat. Hazards 86, 969—988.
- Ismail-Zadeh, A., Korotkii, A., and Tsepelev, I. (2016) Data-driven Numerical Modeling in Geodynamics: Methods and Applications, Springer Nature, Heidelberg, 2016.
- Ismail-Zadeh, A. (2016) Geoscience international: the role of scientific unions, History of Geo- and Space Sciences 7, 103—123.
- Cutter, S, Ismail-Zadeh, A., Alcántara-Ayala, I., et al. (2015) Pool knowledge to stem losses from disasters, Nature 522, 277—279.
- Ismail-Zadeh, A., Urrutia Fucugauchi, J., Kijko, A., Takeuchi, K., and Zaliapin, I., eds. (2014) Extreme Natural Hazards, Disaster Risks and Societal Implications, Cambridge University Press, Cambridge.
- Ismail-Zadeh, A., Honda, S., and Tsepelev, I. (2013) Linking mantle upwelling with the lithosphere descent and the Japan Sea evolution: a hypothesis, Sci. Rep. 3, 1137.
- Ismail-Zadeh, A., and Tackley, P. J. (2010) Computational Methods for Geodynamics, Cambridge University Press, Cambridge.
- Ismail-Zadeh, A., Schubert, G., Tsepelev, I., and Korotkii, A. (2008) Thermal evolution and geometry of the descending lithosphere beneath the SE-Carpathians: An insight from the past, Earth Planet. Sci. Lett. 273, 68-79, 2008.
- Ismail-Zadeh, A., Korotkii, A., Schubert, G., and Tsepelev, I. (2007) Quasi-reversibility method for data assimilation in models of mantle dynamics, Geophys. J. Int. 170, 1381—1398.
- Ismail-Zadeh, A., Le Mouël, J.-L., Soloviev, A., Tapponnier, P., and Vorovieva, I. (2007) Numerical modeling of crustal block-and-fault dynamics, earthquakes and slip rates in the Tibet-Himalayan region, Earth Planet. Sci. Lett. 258, 465—485.
- Ismail-Zadeh, A. and Takeuchi, K. (2007) Preventive disaster management of extreme natural events, Nat. Hazards 42, 459—467.
- Ismail-Zadeh, A., Schubert, G., Tsepelev, I., and Korotkii, A. (2006) Three-dimensional forward and backward numerical modeling of mantle plume evolution: Effects of thermal diffusion, J. Geophys. Res. 111, B06401.
- Ismail-Zadeh, A., Schubert, G., Tsepelev, I., and Korotkii, A. (2004) Inverse problem of thermal convection: Numerical approach and application to mantle plume restoration, Phys. Earth Planet. Inter. 145, 99-114.
- Ismail-Zadeh, A.T., Tsepelev, I.A., Talbot, C.J., and Korotkii, A.I. (2004) Three-dimensional forward and backward modelling of diapirism: Numerical approach and its applicability to the evolution of salt structures in the Pricaspian basin, Tectonophysics 387, 81-103.
- Beer, T. and Ismail-Zadeh, A., eds. (2003) Risk Science and Sustainability, Kluwer Academic Publishers, Dordrecht.
- Ismail-Zadeh, A.T., Huppert, H.E., and Lister, J.R. (2002) Gravitational and buckling instabilities of a rheologically layered structure: Implications for salt diapirism, Geophys. J. Int. 148(2), 288—302.